# Zimmervoliere

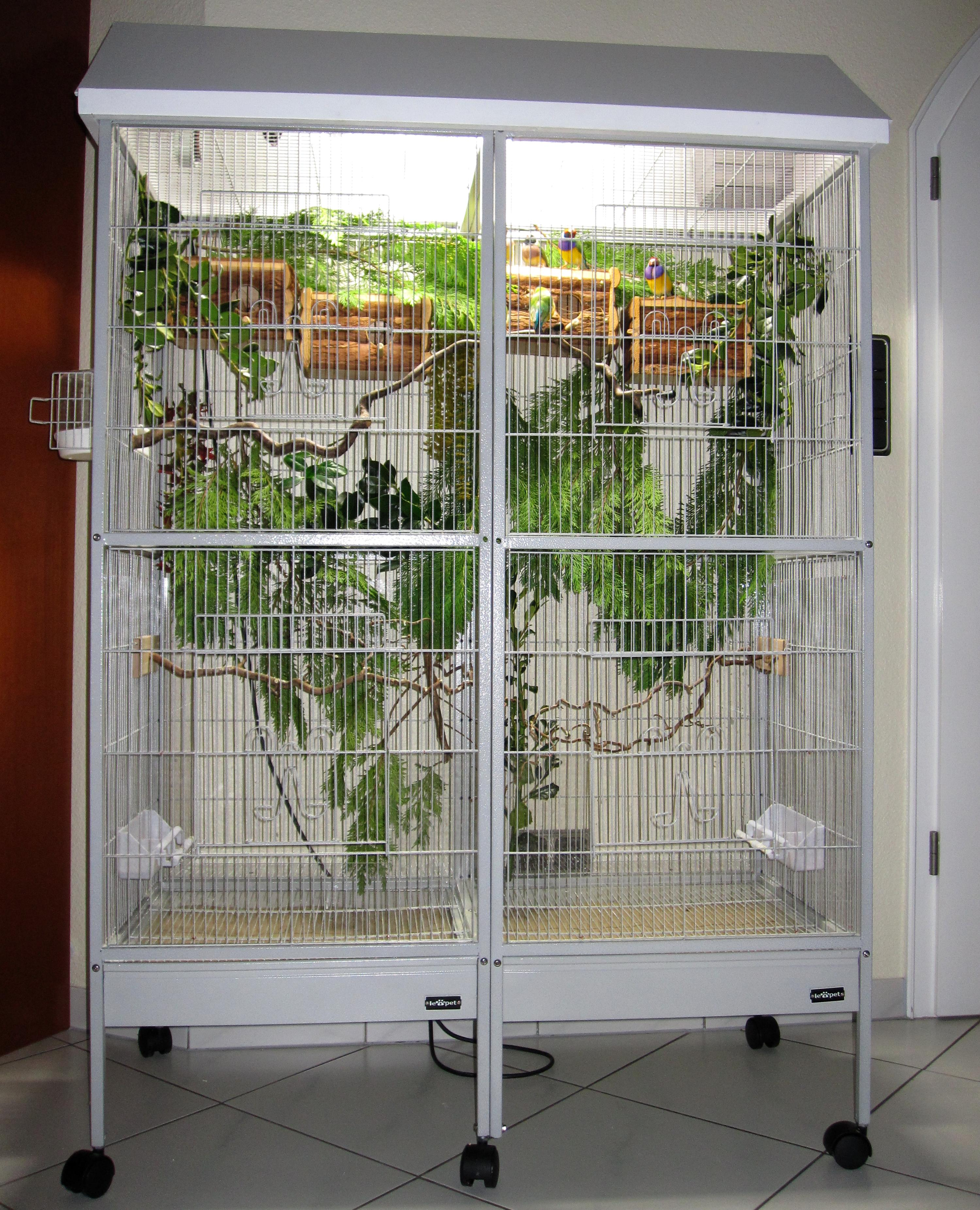
Zimmervoliere mit Prachtfinken

Bei Zimmervolieren handelt es sich um größere Käfiganlagen für die Haltung von Heimvögeln und Kleinsäugern in Wohnräumen. Zimmervolieren sind so bemessen, dass ein Freiflug der Vögel in der Käfiganlage möglich ist.
Bei Haltungen von Großsittichen und Papageien handelt es sich meist um sehr große Standkäfige mit stabilen Gitterstäben und Sitzstangen, oft auf Rollen gefertigt. Diese werden im Zoofachhandel angeboten. Seltener werden Zimmervolieren in Eigenbauweise gefertigt.
Im klassischen Sinne wird die Bezeichnung „Zimmervoliere“ aber eher für Haltungen gebraucht, in denen kleine Ziervögel wie Kanarien oder Prachtfinken untergebracht werden. Die Zimmervoliere ist dann eher eine Art Möbelstück, das beispielsweise wie ein Hängeschrank aufgebaut ist. Oft gibt es im Inneren eine künstliche Zusatzbeleuchtung per Pflanzenlichtröhre oder Ähnliches. Um ein möglichst natürlich erscheinendes künstliches Habitat vorzuspiegeln, sind diese Anlagen auch oft mit widerstandsfähigen Zimmerpflanzen als Sitz- und Klettermöglichkeit für die Tiere bepflanzt. An der Frontseite ermöglicht oft eine Drahtglasscheibe das Beobachten der Tiere, während Fütterungseinrichtungen und Belüftungselemente an den Seitenwänden angebracht sind.